# داستين مكدونالد
داستين مكدونالد (بالإنجليزية: Dustin McDonald)‏ هو لاعب كرة قدم أمريكية أمريكي، ولد في 3 أكتوبر 1908 في هيبير سبرينغز في الولايات المتحدة، وتوفي في 23 فبراير 1975 في بلومنغتون في الولايات المتحدة.

## وصلات خارجية
- داستين مكدونالد على موقع مرجع كرة القدم المحترفة.كوم (الإنجليزية)